# Erich Baumgarten
Erich Baumgarten (* 21. April 1905 in Bernburg; † nach 1949) war ein deutscher Politiker (NDPD).

## Leben
Baumgarten trat zum 1. März 1937 in die NSDAP ein (Mitgliedsnummer 3.933.118).
Nach dem Zweiten Weltkrieg wurde Baumgarten Mitglied der NDP (später umbenannt in NDPD) und wurde in der DDR Abgeordneter der Volkskammer und Mitglied des Bezirksausschusses Gera der Nationalen Front.
Beruflich war er als Friseurmeister in Greiz tätig und Bezirksobermeister des Friseurhandwerks.